# Капралов, Пётр Андреевич
Пётр Андреевич Капралов (1910—1984) — полковник Советской Армии, участник Великой Отечественной войны, Герой Советского Союза (1944).

## Биография
Пётр Капралов родился 4 сентября 1910 года в деревне Репринцево (ныне — Клявлинский район Самарской области). После окончания семи классов школы поселился в Златоусте, работал начальником производственного обучения кочегаров в школе фабрично-заводского ученичества Кусинского чугунолитейного завода. В 1933 году Капралов был призван на службу в Рабоче-крестьянскую Красную Армию. В 1941 году он окончил курсы политсостава в Ташкенте. С октября того же года — на фронтах Великой Отечественной войны, прошёл путь от комиссара батальона до командира стрелкового полка. Принимал участие в боях на Западном, Воронежском, Степном, 2-м и 1-м Украинском фронтах, был ранен. В 1943 году Капралов окончил курсы усовершенствования офицерского состава. Участвовал в битве за Москву, освобождении Украинской и Молдавской ССР, Румынии, Польши, Чехословакии.
К марту 1944 года подполковник Пётр Капралов командовал 859-м стрелковым полком 294-й стрелковой дивизии 52-й армии 2-го Украинского фронта. Отличился во время Уманско-Ботошанской операции. В ходе неё полк Капралова с боями продвинулся более чем на 400 километров к западу, освободил более 200 населённых пунктов, переправился через Южный Буг, Днестр и Прут, после чего одним из первых вышел к государственной границе СССР с Румынией.
Указом Президиума Верховного Совета СССР от 13 сентября 1944 года за «образцовое выполнение боевых заданий командования на фронте борьбы с немецкими захватчиками и проявленные при этом мужество и героизм» подполковник Пётр Капралов был удостоен высокого звания Героя Советского Союза с вручением ордена Ленина и медали «Золотая Звезда» за номером 4667.
После окончания войны Капралов продолжил службу в Советской Армии. В 1947 году он окончил курсы «Выстрел». В 1956 году в звании полковника Капралов был уволен в запас. Проживал в Одессе, занимался общественной деятельностью. Скончался 15 июля 1984 года, похоронен на Таировском кладбище Одессы.
Почётный гражданин города Бельцы. Был награждён двумя орденами Ленина, двумя орденами Красного Знамени, орденами Суворова 3-й степени, Александра Невского, Отечественной войны 1-й степени, двумя орденами Красной Звезды, рядом медалей.